# Tusi Pisi
Tusi Pisi (Apia, 18 de junio de 1982) es un exjugador de rugby samoano cuya posición era la de apertura pero que jugó también como centro y zaguero. Jugó de apertura titular para la selección de rugby de Samoa.
Debutó internacionalmente con los Pacific Islanders en un test match contra Gales en el Millennium Stadium el 11 de noviembre de 2006.
Después de jugar para los Crusaders en el Super Rugby, se trasladó al Rugby Club Toulonnais en Francia para las temporadas 2007/2008 y 2008/2009. A finales de la temporada 2009 en Francia, Pisi se unió al Suntory Sungoliath Rugby Club en Japón.
En 2011, firmó con los Hurricanes para la temporada de Super Rugby 2012. Jugó con Samoa la Copa Mundial de Rugby de 2011.
El 31 de junio de 2015, Pisi representó a los Barbarians FC contra el equipo de Inglaterra en el estadio de Twickenham. 
Seleccionado para jugar con Samoa en la Copa Mundial de Rugby de 2015, salió como titular en el primer partido, contra Estados Unidos, logrando puntuar con cuatro golpes de castigo. Tusiata Pisi salió del partido en el minuto 57, siendo sustituido por Michael J. Stanley. Pisi anotó un ensayo en la derrota de su equipo frente a Escocia 33-36, y además logró puntos con la conversión de un ensayo y tres golpes de castigo.